# Hautboïste
Un hautboïste est un musicien qui joue du hautbois ou d'un instrument de la famille du hautbois (cor anglais, hautbois d'amour, chalemie, musette).
Hautboïste est également un grade d'officier allemand dans l'orchestre et la musique d'harmonie classique à partir de l'époque classique.
Une formation symphonique comprend en général deux ou trois hautbois. L’un d’eux peut être appelé à jouer certaines parties d’un autre instrument (cor anglais, hautbois d'amour) au cours de la même œuvre.
Les hautboïstes cités ci-dessous ont marqué l’évolution de l’instrument par leur virtuosité, leur enseignement, leur amitié avec un compositeur, leurs compositions ou leurs méthodes instrumentales.

## Les hautboïstes baroques (1600-1760)
- les Français :

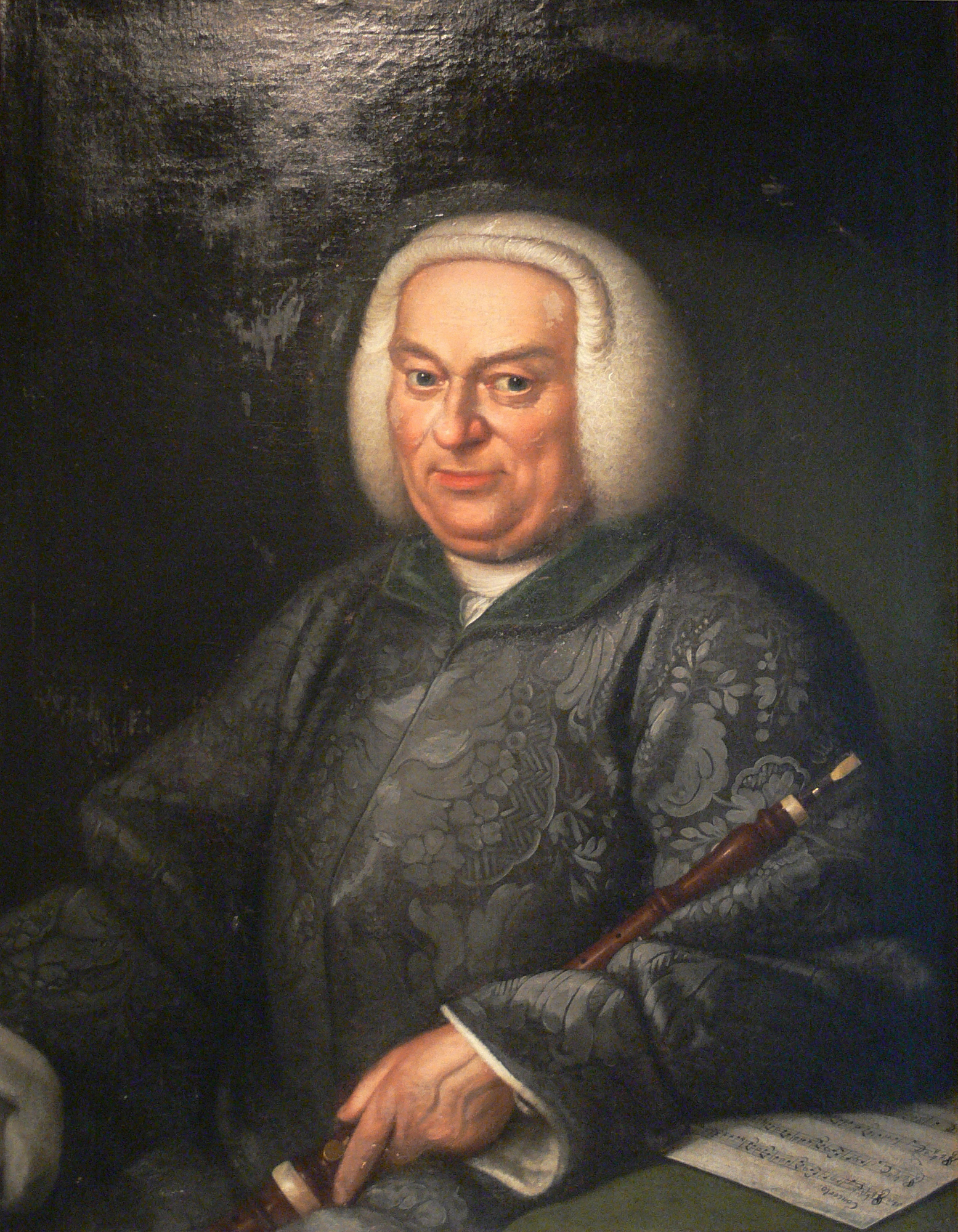
Portrait d'un hautboïste anonyme. Peinture anonyme, première moitié du XVIIIe siècle (Musée des instruments de musique de Berlin).

  - les Philidor, Michel, André et Jean Danican
  - les Hotteterre Jean, Jacques Martin et Nicolas
- les Italiens :
  - les Besozzi Alessandro, Antonio, Christoforo, Giuseppe et Paolo Girolamo
  - Giovanni Battista Sammartini (1695-1750)
- les Flamands :
  - Jacques Lœillet et Jean-Baptiste Lœillet
- les Allemands :
  - Jean Christian Kytch (hautboïste de Haendel)
  - Ignatz Sieber (hautboïste de Vivaldi)
- les Anglais :
  - Roberto Valentine (1674-1740)

## Les hautboïstes classiques (1750-1830)
- Gaetano Besozzi (1725-1794), italien
- François Jadin (1731-1790), français
- Johann Christian Fischer (compositeur) (1733-1800), allemand
- Carlo Besozzi (1738-1791), italien
- Friedrich Ramm (1744-1813), hautboïste de Mozart
- Jan Vent (1745-1801), tchèque
- Pietro Ferlendis (1748-1836), italien
- Josef Fiala (1749-1816), tchèque
- Giuseppe Ferlendis (1755-1810), italien (Mozart a composé pour lui en 1777 son concerto KV 314)
- Joseph François Garnier (1755-1825), français
- François Sallantin (1755-1830), français
- Josef Czerwenka (1759-1835), tchèque (hautboïste de Beethoven)
- Michel Joseph Gebauer (1763-1812), français
- Joseph Triebensee (1772-1846), tchèque

## Les hautboïstes romantiques (1815-1910)
- Gustave Vogt (1781-1870), français,
- Baldassare Centroni (1784-1860), italien (hautboïste de Rossini)
- Joseph Sellner (1787-1843), allemand
- Carl A.P. Braun (1788-1835), allemand
- Wilhelm Braun (1796-1867), allemand
- Franz Wilhelm Ferling (1796-1874), allemand
- Henri Brod (1799-1839), français
- Apollon Barret (1804-1879), français
- Charles-Louis Triébert (1810-1867), français
- Johann Heinrich Luft (1813-1877), allemand
- Frédéric Triébert (1813-1878), français
- Stanislas Verroust (1814-1863), français
- Charles Colin (1832-1881), français
- Antonio Pasculli (1842-1924), italien (le "Paganini du hautbois")
- Raoul Triébert (1845-1894), français
- Georges Gillet (1854-1920), français

## DuXXesiècleà nos jours
- Louis Bas (1863-1944), français
- Georges Longy (1868-1930), français
- Louis Bleuzet (1871-1941), français
- Fritz Flemming (1872/3-1947), allemand
- Giuseppe Prestini (1875-1955), italien
- Henri de Busscher (1880-1975), belge
- Fernand Gillet (1882-1980), français
- Marcel Tabuteau (1887-1966), français
- Myrtil Morel (1889-1979), français
- Louis Speyer (1890-1980), américain
- Roland Lamorlette (1894-1960), français
- Albert Debondue (1895-1984), français
- Léon Goossens (1897-1988), anglais
- Svend Christian Felumb (1898-1972), danois
- Étienne Baudo (1903-2001), français
- Engelbert Brenner (1904-1986), américain
- Alfred Laubin (1906-1976), américain
- Václav Smetáček (1906-1986), tchèque
- Rudolf Kempe (1910-1976), allemand
- Alvin Etler (1913-1973), américain
- Helmut Winschermann (1920-2021), allemand
- John de Lancie (1921-2002), américain
- Ralph Gomberg (1921-2006), américain
- Pierre Pierlot (1921-2007), français
- Laila Storch (1921-2022), américaine[2]
- Lothar Faber (1922-2005), allemand
- Robert Casier (1924-2010), français
- John Mack (1927-2006), américain
- Jacques Chambon (1932-1984), français
- Neil Black (en) (1932 - ), anglais
- Michel Piguet (1932-2004), suisse
- André Lardrot (1932-), français
- Gaston Maugras (1934-1991), français
- Lothar Koch (1935-2003), allemand
- Lucien Debray  (1935-1987), français
- Anthony Camden (1938-2006), anglais
- Thomas Stacy (1938-2023), américain
- Maurice Bourgue (1939-2023), français
- Heinz Holliger (1939 - ), suisse
- Vincent Gay-Balmaz (1958 -), suisse
- Jean-Claude Malgoire (1940 - 2018), français
- Edo de Waart (1941 - ), néerlandais
- Lajos Lencsés (1943 - ), hongrois
- Jennifer Paull (1944 - ), anglaise
- Bjørn Carl Nielsen (da) (1945 - ), danois
- Hans-Jörg Schellenberger (1948 - ), allemand
- Paul Dombrecht (1948 - ), belge
- Ayser Vançin, (1948-), turque
- Thomas Indermühle (1951 - ), allemand
- Laszlo Hadady (1956 - ), hongrois
- Marcel Ponseele (1957 - ), belge
- David Walter (1958 - ), français
- Jean-Louis Capezzali (1959 - ), français
- Blair Tindall (en) (1960-2023), américaine
- Michael Niesemann (de) (1960 - ), allemand
- Philippe Magnan (1963 - ), canadien
- Albrecht Mayer (1965- ), allemand
- Christian Schmitt (1965-), français
- Hélène Devilleneuve (1969- ), française
- François Leleux (1971 - ), français
- Eugene Izotov (1973- ), russe
- Sébastien Giot, (1978- ), français
- Alexei Ogrintchouk (1978-), russe
- Baptiste Gibier, (1980- ), français
- Victor Aviat (1982 - ), français
- Céline Moinet, (1984- ), française
- Francisco Salanova Alfonso, espagnol
- Patrick Beaugiraud, français
- Michel Bénet, français
- Nicolas Chalvin, français
- Alain Denis
- Philippe Grauvogel, français
- Christophe Grindel, français
- Jérôme Guichard, français
- Laurent Hacquard, français
- Gordon Hunt (en) (1950-), anglais
- Jean-Claude Jaboulay, français
- Benoît Laurent, belge
- Marika Lombardi, italienne
- Didier Pateau, français
- Gabriel Pidoux, français
- Paolo Pollastri, italien
- Jacques Tys, français
- Sébastien Vanlerbergue, français
- Nick Deutsch (de) (1972 - ), australien